# Monestir de Sant Pere el Vell

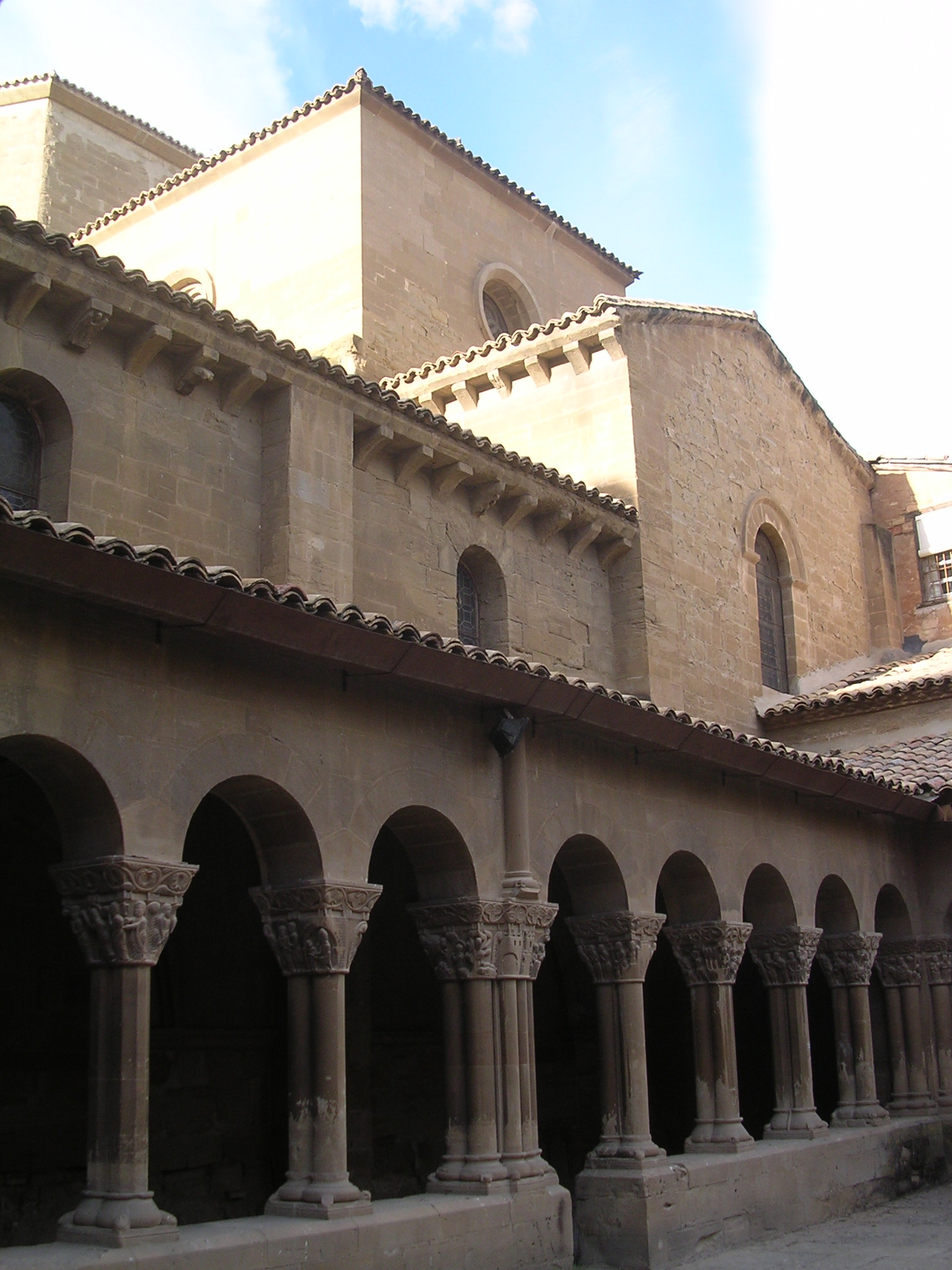
Vista parcial del monestir des del claustre

El monestir de Sant Pere el Vell (en aragonès: Sant Per o Viello) és un edifici romànic del segle xii situat al nucli antic de la ciutat d'Osca (Aragó). Considerat Monument Nacional des del 1886, la seva arquitectura i escultura el converteixen en un dels conjunts històrics més importants del romànic aragonès.
Allò que ensems fou la sala Capitular complix hui en dia les funcions de panteó reial, amb els sepulcres de dos reis d'Aragó: Alfons I d'Aragó el Batallador, i el seu germà i successor Ramir II d'Aragó el Monjo.